# Município de Rarden (condado de Scioto, Ohio)
O município de Rarden (em inglês: Rarden Township) é um município localizado no condado de Scioto no estado estadounidense de Ohio. No ano de 2010 tinha uma população de 1.249 habitantes e uma densidade populacional de 15,17 pessoas por km².

## Geografia
O município de Rarden encontra-se localizado nas coordenadas 38° 56′ 44″ N, 83° 13′ 25″ O. Segundo a Departamento do Censo dos Estados Unidos, o município tem uma superfície total de 82.35 km², da qual 82,16 km² correspondem a terra firme e (0,22 %) 0,18 km² é água.

## Demografia
Segundo o censo de 2010, tinha 1.249 habitantes residindo no município de Rarden. A densidade populacional era de 15,17 hab./km². Dos 1.249 habitantes, o município de Rarden estava composto pelo 98,4 % brancos, o 0,08 % eram afroamericanos, o 0,96 % eram amerindios, o 0,08 % eram asiáticos, o 0,24 % eram de outras raças e o 0,24 % eram de uma mistura de raças. Do total da população o 0,56 % eram hispanos ou latinos de qualquer raça.